# 日本会
公益社団法人日本会（にっぽんかい、日本会・日本総調和連盟）は、世界総調和運動を目的に発足し、恒久の国際平和樹立を目指す公益法人。元文部科学省所管。理事長は、元衆議院議員の越智通雄である。

## 沿革・歴史
1959年8月15日、日本総調和連盟主催による第1回総調和の集いが日本大学講堂（現・両国国技館）で開かれた。山岡荘八が司会を務めた。山岡は集会で披露された「八月十五日 九千万国民の日創定趣意書」も執筆した。

1962年、東西冷戦下において日本大学建学の精神を基に「世界調和と人類繁栄」の構築を目途に発足。当時の総裁は衆議院議員佐藤栄作（総理大臣）である。また会長は日本大学会頭古田重二良である。
1968年、頂点に達した日大紛争では、日本大学の予算から34億円の使途不明金が発覚し、その一部が社外交渉費として日本会を通じて政財界との橋渡しに使われていたとして、全学共闘会議により攻撃の的とされた。
日大紛争の終焉と日本大学会頭古田重二良の死去により、古田会頭の懐刀である日本大学出身で参議院議員の田沢智治に会の運営は実質的に引き継がれた。この後、総裁は衆議院議員福田赳夫（総理大臣）が務めることになる。
また1996年時点では総裁が置かれず、総裁代行として中山太郎議員が任命される。田沢智治理事長のもとに「日本会・日本総調和連盟」は、平成19年11月21日の田沢智治の死去まで、「日本大学（学祖山田顕義）」と「政治家」（主に自由民主党所属国会議員）の連携のもとで積極的に推進され、「日本会・世界総調和の集い」による「各国大使館」との交流を含め、国際調和の橋渡しに貢献する。
田沢智治（元法務大臣）参議院議員の死去以降は、元衆議院議員越智通雄（自由民主党）が理事長となり、「日本会」の精神を継承し、現在に至る。

## 主なる活動
- 機関紙「総調和」の発行
- 講演会「日本会フォーラム」の開催
- 8月15日「千鳥が淵戦没者墓苑」世界総調和の日戦没者慰霊式典